# Aki Takase
Aki Takase (高瀬 アキ?) (nacida el 26 de enero de 1948) es una pianista y compositora de jazz japonesa.

## Biografía
Takase nació en Osaka y empezó a tocar el piano a los 3 años. Criada en Tokio, estudió piano clásico en la Escuela de Música Toho Gakuen. A partir de 1978, Takase comenzó a actuar y grabar en Estados Unidos. Entre sus colaboradores se encuentran Lester Bowie, Sheila Jordan, David Liebman y John Zorn . Su primera aparición europea fue en 1981 en el Festival de Jazz de Berlín en Alemania. A través de sus constantes giras y apariciones en festivales internacionales de jazz, Takase rápidamente se convirtió en uno de los músicos más buscados para grabaciones y colaboraciones.
Durante muchos años trabajó con su marido Alexander von Schlippenbach (también pianista), así como con Eugene Chadbourne, Han Bennink, Evan Parker, Paul Lovens, Fred Frith y muchos otros, y a dúo con Maria João, Louis Sclavis., David Murray y Rudi Mahall.
En varios proyectos, Takase ha abordado las respectivas obras de numerosos músicos de jazz famosos, incluidas las obras de Duke Ellington (1990), Thelonious Monk (1994), Eric Dolphy (1998), WC Handy (2002), Fats Waller (2004). y Ornette Coleman (2006). Dada su formación y espíritu aventurero, los nuevos proyectos de Takase existen como un género entre la música contemporánea y el jazz. Estos incluyen su proyecto de dúo YOKOHAMA (Intakt 2009) con Louis Sclavis, KANON (doubtmusic 2011) con Kazuhisa Uchihashi y Axel Dörner o Hotel Zauberberg con Ayumi Paul en 2014 (Intakt Records). "LA PLANETE" con Louis Sclavis, Vincent Courtois, Dominique Pifarely. “LOK.03” con Alex v. Schlippenbach y DJIIIVibe. "TAMA" con Jan Roder, Oliver Steidle. “Actuación de "Lectura y música" con Yoko Tawada. "Ciudades en el piano": danza + piano con Yui Kawaguchi. "Carmen Rhapsody" con Mayumi Nakamura. Con su nuevo quinteto JAPANIC (26 de abril de 2019/ BMC), Aki Takase reúne HipHop, Jazz e Improvisación. "AUGE" con Christian Weber y Michael Griener.
Desde 1988, Takase vive en Berlín.

## Discografía
Un asterisco (*) después del año indica que es el año de lanzamiento.

### Como líder o colíder
| Año de grabación | Título                                                    | Sello                    | Notas |
| ---------------- | --------------------------------------------------------- | ------------------------ | --- |
| 1978             | Aki                                                       | King                     | Trio, con Nobuyoshi Ino (electric bajo, cello), Takuji Kusumoto (batería, percusión) |
| 1981*            | Minerva's Owl                                             | Teichiku Union           | Cuarteto, con Dave Liebman (saxo tenor, soprano sax), Nobuyoshi Ino (bajo), Motohiko Hino (batería) |
| 1981             | Esprit                                                    | Teichiku Union           | One pista solo piano; most pistas dúo, con Yoshio Ikeda (bajo) |
| 1981             | Song for Hope                                             | Enja                     | Trio, con Nobuyoshi Ino (bajo), Takeo Moriyama (batería); en concierto |
| 1982             | ABC                                                       | Teichiku Union/East Wind | Con Cecil McBee (bajo), Bob Moses (batería), Sheila Jordan (voz) |
| 1982             | Perdido                                                   | Enja                     | Solo piano y koto; en concierto |
| 1985             | Teni Muho                                                 | Mobys                    | Dúo, con Nobuyoshi Ino (bajo, percusión) |
| 1987             | Looking for Love                                          | Enja                     | Dúo, con Maria João (voz); en concierto |
| 1990             | Shima Shoka                                               | Enja                     | Solo piano |
| 1990             | Gunther Klatt & Aki Takase Play Ballads of Duke Ellington | Tutu                     | Dúo, con Gunther Klatt (saxo tenor) |
| 1991             | Blue Monk                                                 | Enja                     | Dúo, con David Murray (tenor saxofón, clarinete bajo) |
| 1992             | Close Up of Japan                                         | Enja                     | Con Nobuyoshi Ino (bajo), Toki String Cuarteto |
| 1993             | Clapping Music                                            | Enja                     | Trio, con Reggie Workman (bajo), Sunny Murray (batería) |
| 1993–94          | Piano Duets: Live in Berlin 93/94                         | FMP                      | Dúo, con Alexander von Schlippenbach (piano); en concierto |
| 1994             | Oriental Express                                          | Omagatoki/Enja           | Septet, con Hiroaki Katayama (baritone sax, saxo tenor), Eiithi Hayashi (saxo alto, soprano sax), Issei Igarashi (trompeta), Hiroshi Itaya (trombón), Nobuyoshi Ino (bajo), Shota Koyama (batería) |
| 1997             | Duet for Eric Dolphy                                      | Enja                     | Dúo, con Rudi Mahall (clarinete bajo, contrabajo clarinete) |
| 1997             | Tarantella                                                | Psi                      | Quinteto, con Aleks Kolkowski (violín), Maurice Horsthuis (viola), Tristan Honsinger (cello), Nobuyoshi Ino (bajo); lanzado en 2006 |
| 1997             | Valencia                                                  |                          | Dúo, con David Murray (tenor saxofón, clarinete bajo); en concierto |
| 2001             | Le Cahier du Bal                                          | Leo                      | Solo piano |
| 2001             | St Louis Blues                                            | Enja                     | Con Nils Wogram (trombón), Fred Frith (guitarra), Rudi Mahall (clarinete bajo), Paul Lovens (percusión) |
| 2001             | Nine Fragments                                            | Leo                      | Como DEMPA; trío, con Aleksander Kolkowski (violín, tocadiscos, electrónico), Tony Buck (batería, eletrónica) |
| 2002*            | Diagonal                                                  | Sound Hills              | Dúo, con Yoko Tawada (voz) |
| 2002             | News from Berlin                                          | Victo                    | Dúo, con Konrad Bauer (trombón) |
| 2003             | The Dessert                                               | Leo                      | Dúo, con Rudi Mahall (clarinete bajo, contrabajo clarinete) |
| 2003             | Plays Fats Waller                                         | Enja                     | Con Thomas Heberer (trompeta), Nils Wogram (trombón), Rudi Mahall (clarinete bajo), Eugene Chadbourne (guitarra, banjo, voz), Paul Lovens (percusión) |
| 2004             | Plays Fats Waller in Berlin                               | jazzwerkstatt            | Con Thomas Heberer (trompeta), Rudi Mahall (clarinete bajo), Eugene Chadbourne (guitarra, banjo, voz), Paul Lovens (percusión); en concierto |
| 2004             | Procreation                                               | Enja                     | Quinteto, con Walter Gauchel (saxo tenor, flauta), Rudi Mahall (clarinete bajo), Johannes Fink (bajo), Heinrich Köbberling (batería) |
| 2004             | Lok 03                                                    | Leo                      | Con Alexander von Schlippenbach (piano), DJ Illvibe (samples, turntables) |
| 2004             | Spring in Bangkok                                         | Intakt                   | Dúo, con Lauren Newton (voz) |
| 2006             | Ornette Coleman Anthology                                 | Intakt                   | Dúo, con Silke Eberhard (saxo alto, clarinete, clarinete bajo) |
| 2007*            | Tenimuhou                                                 |                          | Dúo, con Nobuyoshi Ino (bajo, percusión) |
| 2007             | Something Sweet, Something Tender                         | Enja                     | Solo de piano |
| 2011             | Beauty Is the Thing                                       | Doubtmusic               | Como Kanon; trío, con Axel Dörner (trompeta), Kazuhisa Ushihashi (guitarra) |
| 2008             | Live at Willisau Jazz Festival                            | jazzwerkstatt            | Quinteto, con Tobias Delius (saxo tenor, clarinete), Rudi Mahall (clarinete bajo), Johannes Fink (bajo), Heinrich Köbberling (batería); en concierto |
| 2008             | Iron Wedding                                              | Intakt                   | Dúo, con Alexander von Schlippenbach (piano) |
| 2008             | Evergreen                                                 | Intakt                   | Con Rudi Mahall (clarinete bajo) |
| 2008             | A Week Went By                                            | Psi                      | Algunas pistas en solo de piano; una pista dúo, con John Tchicai (saxo alto); algunas pistas en trío, con John Edwards (contrabajo) y Tony Levin (batería); en concierto |
| 2009             | Yokohama                                                  | Intakt                   | Con Louis Sclavis (clarinete, clarinete bajo, soprano saxofón) |
| 2009             | Rolled Up                                                 | jazzwerkstatt            | Como Tama; trío, con Jan Roder (bajo), Oliver Steidle (batería) |
| 2011             | Two for Two                                               | Intakt                   | Dúo, con Han Bennink (batería) |
| 2011             | New Blues                                                 | Enja                     | La mayoría de pistas en quinteto, con Rudi Mahall (clarinete bajo), Nils Wogram (trombón), Eugene Chadbourne (guitarra, banjo, voz), Paul Lovens (batería); una pista con Alexander von Schlippenbach (trompeta) agregado                                                                                                 |
| 2012             | My Ellington                                              | Intakt                   | Solo piano |
| 2012             | Flying Soul                                               | Intakt                   | Cuarteto, con Louis Sclavis (clarinete, clarinete bajo), Dominique Pifarély (violín), Vincent Courtois (cello) |
| 2014             | So Long, Eric!                                            | Intakt                   | Con Tobias Delius (saxo tenor), Henrik Walsdorff (saxo alto), Axel Dörner (trompeta), Nils Wogram (trombón), Rudi Mahall (clarinete bajo, clarinete), Alexander von Schlippenbach (piano), Karl Berger (vibráfono), Wilbert de Joode y Antonio Borghini (bajo), Han Bennink y Heinrich Köbberling (batería); en concierto |
| 2014             | Hotel Zauberberg                                          | Intakt                   | Dúo, con Ayumi Paul (violín) |
| 2017             | Cherry Sakura                                             | Intakt                   | Dúo, con David Murray |
| 2018*            | DITZNERs Carte Blanche – Live At Enjoy Jazz 2017          | fixcel                   | Con Silke Eberhard (saxo alto, clarinete, clarinete bajo), Sebastian Gramss (bajo), Erwin Ditzner (batería) |
| 2019             | Thema Prima                                               | BMC                      | Con Japanic: Daniel Erdmann (saxofón), DJ Illvibe (tocadiscos, electrónico), Johannes Fink (contrabajo), Dag Magnus Narvasen (batería) |
| 2021             | "Isn`t it Romantic?"                                      | BMC                      | Dúo con Daniel Erdmann |
| 2021             | "Auge"                                                    | Intakt                   | Trio con Christian Weber (bajo), Michael Griener (batería) |

### Como acompañante
| Año de grabación | Líder                              | Título                             | Sello         |
| ---------------- | ---------------------------------- | ---------------------------------- | ------------- |
| 1989             | Berlin Contemporary Jazz Orchestra | Berlin Contemporary Jazz Orchestra | ECM           |
| 1993             | Berlin Contemporary Jazz Orchestra | The Morlocks y Other Pieces        | FMP           |
| 1996             | Berlin Contemporary Jazz Orchestra | Live in Japan '96                  | DIW           |
| 1990             | Maria João                         | Alice                              | Enja          |
| 2007*            | Various                            | Free Zone Appleby 2006             | Psi           |
| 2007*            | Various                            | Ich hebe meine Augen in die Welt   |               |
| 2007             | Sven-Åke Johansson                 | Für Paul Klee                      | jazzwerkstatt |

Fuentes: 

## Premios
- Premio de la crítica discográfica alemana 1988, 1990, 1993, 1997, 2001, 2004, 2007, 2009, CD "Cherry-Sakura" con David Murray 2017/2. En total recibió el premio nueve veces (1988-2017).
- Premio Berliner Zeitung (los mejores artistas de 1999 en el periódico de Berlín)
- Premio SWR Jazz 2002.[4]
- Premio Jazz de Berlín, 2018 [5]
- Premio Alemán de Jazz Preis de Piano/Teclado 2021.
- Premio Albert Mangelsdorff 2021